# Progressiv kristendom
Progressiv kristendom är en form av kristendom som kännetecknas av en vilja att ifrågasätta tradition, godtagande av den mänskliga mångfalden, en stark betoning på social rättvisa och omsorg om de fattiga och förtryckta, samt miljövård av jorden. Progressiva kristna har en djup tro på det centrala i instruktionen att "älska varandra" (Joh 15:17) inom Jesus Kristus lärdomar. Detta leder till ett fokus på att främja värden såsom medkänsla, rättvisa, barmhärtighet, tolerans - ofta genom politisk aktivism. Folkkyrklighet, som är en förekommande beskrivning av Svenska kyrkans värdegrund, förknippas ofta med progressiv kristendom.
Progressiv kristendom bygger på uppfattningar inom flera teologiska strömmar – inklusive evangelikalism, liberalteologi, neoortodoxi, pragmatism, postmodernism, progressiv rekonstruktionism och befrielseteologi. Även om termerna "progressiv kristendom" och "liberalteologi" ofta används synonymt, så är de två rörelserna olika.